# Pipistrellus stenopterus
Pipistrellus stenopterus es una especie de murciélago de la familia Vespertilionidae.

## Distribución geográfica
Se encuentra en Tailandia Malasia, Indonesia y Filipinas.